# Jules Gimbert

a Compétitions nationales et continentales officielles uniquement.

b Matchs officiels uniquement.
Dernière mise à jour le 23 novembre 2019.
Jules Gimbert, né le 2 mars 1998, est un joueur français de rugby à XV évoluant au poste de demi de mêlée à l'Union Bordeaux Bègles.

## Biographie
Il est le fils de Philippe Gimbert. Il est aussi le neveu de Christophe Reigt.

## Carrière

### En club
Lors de la saison 2017-2018 Gimbert fait ses débuts professionnels à l'UBB. Avec ses 8 feuilles de match sur la saison il fait partie, avec d'autres jeunes bordelais comme Matthieu Jalibert, Cameron Woki ou Geoffrey Cros, des révélations du club en 2018.
Jouant principalement au poste de demi de mêlée, Jules Gimbert est aussi capable de jouer à l'aile, entrant notamment en jeu et marquant un essai de pur ailier à ce poste contre l'ASM le 22 février 2020.

### En équipe nationale
Avec l'équipe de France des moins de 20 ans, il remporte le Tournoi des Six Nations 2018. 
En mai et juin il dispute le Championnat du monde junior 2018. Le 7 juin, dans leur dernier match de groupe, les « Bleuets » obtiennent une belle victoire (46-29) sur les « Baby Boks » d'Afrique du Sud. Le 12 juin, en demi-finale, ils font sensation en dominant (17-6) les « Baby Blacks » de Nouvelle-Zélande, six fois vainqueurs de l'épreuve en dix ans. Et, le 17 juin, en finale, ils deviennent champions du monde en défaisant les Anglais (33-25).

## Statistiques
| Saison    | Club                  | Championnat | Championnat | Championnat | Coupe d'Europe     | Coupe d'Europe | Coupe d'Europe |
| Saison    | Club                  | Compétition | Matchs      | Essais      | Compétition        | Matchs         | Essais         |
| --------- | --------------------- | ----------- | ----------- | ----------- | ------------------ | -------------- | -------------- |
| 2017-2018 | Union Bordeaux Bègles | Top 14      | 4           | -           | Challenge européen | 4              | 2              |
| 2018-2019 | Union Bordeaux Bègles | Top 14      | 9           | 1           | Coupe d'Europe     | 5              | -              |
| 2019-2020 | Union Bordeaux Bègles | Top 14      | 2           | 1           | Coupe d'Europe     | 2              | -              |
| 2020-2021 | Union Bordeaux Bègles | Top 14      | 11          | -           | Coupe d'Europe     | 2              | -              |
| 2021-2022 | Union Bordeaux Bègles | Top 14      | 1           | -           | Coupe d'Europe     | -              | -              |
| 2022-2023 | Union Bordeaux Bègles | Top 14      | 3           | -           | Champions Cup      |                |                |
| Total     | Total                 | Top 14      | 30          | 2           | Coupes d'Europe    | 13             | 2              |

## Palmarès
France -20
- Tournoi des Six Nations des moins de 20 ans
  - Vainqueur en 2018
- Championnat du monde junior
  - Vainqueur en 2018